# Noelbensonita
La noelbensonita és un mineral de la classe dels silicats, que pertany al grup de la lawsonita. Rep el nom en honor de William Noel Benson (Londres, Anglaterra, 26 de desembre de 1885 - 20 d'agost de 1957), geòleg de la Universitat d'Otago (Nova Zelanda), per a la seva investigació sobre el Gran Cinturó de Serpentina i Cinturó Plegat de Nova Anglaterra, tots dos a Nova Gal·les del Sud. Va guanyar la medalla Clarke i la medalla Lyell. La proposta IMA 05-B, de l'any 2005, especificà que el nom en anglès s'havia de modificar per eliminar l'accent de la primera "e".

## Característiques
La noelbensonita és un silicat de fórmula química BaMn³⁺₂Si₂O₇(OH)₂(H₂O). Cristal·litza en el sistema ortoròmbic. La seva duresa a l'escala de Mohs és 4.
Segons la classificació de Nickel-Strunz, la noelbensonita pertany a «09.BE - Estructures de sorosilicats, amb grups Si₂O₇, amb anions addicionals; cations en coordinació octaèdrica [6] i major coordinació» juntament amb els següents minerals: wadsleyita, hennomartinita, lawsonita, itoigawaïta, ilvaïta, manganilvaïta, suolunita, jaffeïta, fresnoïta, baghdadita, burpalita, cuspidina, hiortdahlita, janhaugita, låvenita, niocalita, normandita, wöhlerita, hiortdahlita I, marianoïta, mosandrita, nacareniobsita-(Ce), götzenita, hainita, rosenbuschita, kochita, dovyrenita, baritolamprofil·lita, ericssonita, lamprofil·lita, ericssonita-2O, seidozerita, nabalamprofil·lita, grenmarita, schüllerita, lileyita, murmanita, epistolita, lomonossovita, vuonnemita, sobolevita, innelita, fosfoinnelita, yoshimuraïta, quadrufita, polifita, bornemanita, xkatulkalita, bafertisita, hejtmanita, bykovaïta, nechelyustovita, delindeïta, bussenita, jinshajiangita, perraultita, surkhobita, karnasurtita-(Ce), perrierita-(Ce), estronciochevkinita, chevkinita-(Ce), poliakovita-(Ce), rengeïta, matsubaraïta, dingdaohengita-(Ce), maoniupingita-(Ce), perrierita-(La), hezuolinita, fersmanita, belkovita, nasonita, kentrolita, melanotekita, til·leyita, kil·lalaïta, stavelotita-(La), biraïta-(Ce), cervandonita-(Ce) i batisivita.

## Formació i jaciments
Va ser descoberta a la mina Woods, situada a la localitat de Tamworth, dins el comtat de Darling (Nova Gal·les del Sud, Austràlia). També ha estat descrita a la mina Cerchiara (Ligúria, Itàlia), en un parell de localitats de la prefectura d'Ōita (Japó), i en fins a tres indrets del Cap Septentrional (Sud-àfrica).